# 植芝理一
植芝 理一（うえしば りいち、Ueshiba Reach または Ueshiba Riichi、1969年9月4日 - ）は、日本の漫画家。男性、福岡県出身。早稲田大学第一文学部中退。なお、名前はペンネームである。

## 来歴
幼少のころから落書きをするのが趣味であった。福岡県立筑紫丘高等学校卒業後、一浪して早稲田大学第一文学部入学。早大では漫画研究会に所属し、この時期から漫画を描き始める。
早大在学中の1991年、大学2年の春休みに投稿した『ディスコミュニケーション』が、1991前期コミックオープンちばてつや賞一般部門で大賞を受賞し、同年『モーニング』24号に掲載され漫画家としてデビュー。受賞作の続編を『月刊アフタヌーン』(1992年2月号)にて連載開始し、代表作となる。当時は執筆活動のため卒業論文に手がつかず、留年を繰り返していた後に中退。その後も、主に『月刊アフタヌーン』を中心に活躍している。
『ディスコミュニケーション』は1996年にラジオドラマ化、『夢使い』は2006年にTVアニメ化された。読み切り作品であった『謎の彼女X』が『月刊アフタヌーン』で連載され、こちらもTVアニメ化されている。
YMOのファンでもあり、その影響が作中に見られる。麻雀好き。ペンネームも麻雀卓の天板の緑色から芝生を植えたような緑＝植芝、理一はそのままリーチから発案した。

## 作風
作品の題材は主に思春期の男女の恋愛・性愛であり、作中では同性愛、近親相姦、ロリータコンプレックスなど様々な形態の恋愛が取り上げられ、また異性装などのフェティシズム的な性愛が取り扱われるが、ストーリー自体はおおむね純愛を基本としている。
『ディスコミュニケーション』から『夢使い』にいたるまでは、作品世界にインド・東南アジア・中国・日本などの民俗学や神話の知識・意匠を取り入れ、恋愛・性愛の過程を派手な画面表現を用いて複雑な秘蹟のような形で表現することに特徴があった。YMO、漫画、アニメ、特撮などからのパロディも多い。作者曰く、つげ義春の『ねじ式』や逆柱いみりの作品に影響を受けているといい、作中にもそれを見ることが出来る。
絵柄については多少変遷があり、『ディスコミュニケーション』では細い線で民俗学的なシンボルや玩具などを画面の隅々まで細かく描き込んでいたが、『夢使い』からやや太い線が使われるようになった。近作『謎の彼女X』では、上記のような民俗学的な意匠も現れなくなり、日常の表現に重きをおいた作風になっている。基本的にアシスタントは使用しない。

## 作品リスト
- ディスコミュニケーション（『月刊アフタヌーン』1992年2月号 - 2000年11月号連載）
  - ディスコミュニケーション（全13巻）
  - ディスコミュニケーション 学園編（全1巻）
  - ディスコミュニケーション 精霊編（全3巻）
  - 新装版 ディスコミュニケーション（全7巻）- 上記3シリーズに単行本未収録回も加えた完全版。初版にはカラーピンナップ付。
- 夢使い（『月刊アフタヌーン』2001年3月号 - 2004年2月号連載、全6巻）
- CGイロハのイ（全1巻、絶版）
- 謎の彼女X（『月刊アフタヌーン』2004年10月号掲載、2006年5月号 - 2014年11月号連載、全12巻）
- 大蜘蛛ちゃんフラッシュ・バック（『月刊アフタヌーン』2017年7月号 - 2020年8月号、全6巻）